# 좋거나 나쁜 동재
《좋거나 나쁜 동재》는 2024년 10월 14일부터 2024년 11월 12일까지 방송했던 TVING 오리지널 시리즈, tvN 월화 드라마였다.

## 기획 의도
스폰 검사라는 오명에서 벗어나고픈 청주지검 서동재 앞에 나타나 지난 날의 과오를 들춰내는 이홍건설 대표 남완성, 두 사람의 물러섬 없는 진흙탕 싸움이 시작된다!

## 제작진

### 크리에이터
- 이수연 : tvN 토일 드라마 《비밀의 숲》(집필), JTBC 월화 드라마 《라이프》(집필), tvN 토일 드라마 《비밀의 숲 2》(집필), Disney+ 《그리드》(집필), Disney+ 《지배종》(집필) 집필

### 극본
- 황하정
- 김상원

### 연출
- 박건호 : tvN 토일 드라마 《슈룹》(공동 연출) 연출

## 등장 인물

### 주요 인물
- 이준혁 : 서동재 역
- 박성웅 : 남완성 역
- 현봉식 : 조병건 역

### 청주지검
- 이항나 : 전미란 역
- 정운선 : 김지희 역
- 백선호 : 성시운 역
- 유인혁 : 양종인 역
- 손강국 : 홍준우 역
- 주아 : 한다영 역

### 서동재 주변 인물
- 박성근 : 강원철 역
- 최희서 : 이유안 역

### 남완성 주변 인물
- 김수겸 : 남겨레 역
- 정희태 : 주정기 역

### 클럽 피치
- 한재영 : 최금호 역
- 허동원 : 박찬혁 역
- 박승완 : 강수민 역

### 청주경찰서
- 임형국 : 임형식 역
- 한규원 : 최한민 역
- 이성우 : 김형우 역
- 한일규 : 박근정 역
- 김영휘 : 정지혁 역

### 그 외 인물
- 최주은 : 임유리 역
- 심완준 : 최강민 역

### 특별 출연
- 김상호 : 이경학 역
- 박명훈 : 홍태익 역
- 김영민 : 위원장 대리 역

## 수상 목록
- 2025년 제4회 청룡시리즈어워즈 업비트 인기스타상 (이준혁)

## 참고 사항
- 이준혁, 한규원은 영화 《서울의 봄》 이후 1년 만에 재회해 캐스팅 됐다.
- 이준혁, 유인혁과는 영화 《범죄도시3》 이후 1년 만에 재회해 캐스팅 됐다.
- 명작으로 꼽히는 드라마 본편에서 안타고니스트로 등장했던 미워할 수 없는 캐릭터가 주인공인 스핀오프라는 점에서 미국 드라마 《브레이킹 배드》 스핀오프 드라마 《베터 콜 사울》에 비유해서 설명하는 경우가 많다.